# Carlernst Ortwein
Carlernst Ortwein, Pseudonym Conny Odd, (* 21. Dezember 1916 in Leipzig; † 22. Dezember 1986 ebenda) war ein deutscher Pianist und Komponist.

## Leben
Ortwein wurde 1916 als Sohn des Musiklehrers Karl Ortwein in Leipzig geboren. Er war ab 1927 Mitglied des Thomanerchores. Nach dem Abitur an der Thomasschule folgte ein Studium am Kirchenmusikalischen Institut der Hochschule für Musik und Theater Leipzig: Orgel bei Karl Straube, Klavier bei Carl Adolf Martienssen und Robert Teichmüller sowie Komposition bei Kurt Thomas, Günter Raphael und Johann Nepomuk David.
Wegen der Hilfe für seinen „halbjüdischen“ Lehrer Günter Raphael nach dessen Entlassung aus der Hochschule musste auch Ortwein diese verlassen. Er studierte privat weiter. Ab 1937 begann er eine pianistische Tätigkeit an deutschen Rundfunksendern. In dieser Zeit entstanden auch seine ersten Kompositionen. Von 1939 bis 1945 war er zum Militärdienst eingezogen. Nach weiterer Tätigkeit als Pianist war er von 1947 bis 1949 Leiter der Abteilung Ernste Musik beim Sender Leipzig. Da beim Sender Mangel an Unterhaltungskompositionen bestand, begann er auf diesem Feld zu komponieren und legte sich dafür das Pseudonym Conny Odd zu.
Von 1950 bis 1953 war er freischaffend tätig. Dann wurde er von 1953 bis 1961 Lehrbeauftragter am Musikpädagogischen Institut der Karl-Marx-Universität Leipzig. 1962 erhielt er eine Dozentur für Komposition und Instrumentation an der Leipziger Hochschule für Musik, an der er 1976 Professor wurde.
Zu seinen Schülern gehören Volker Bräutigam, Michael Heubach, Walter Thomas Heyn, Karl Ottomar Treibmann, Volkmar Leimert und Rainer Lischka.
Ortwein schrieb über 100 Hörspielmusiken, ca. 50 Filmmusiken, zahlreiche Chansons, Chorlieder und Orchesterwerke. Von seiner Unterhaltungsmusik wurden seine „Vergnüglichen Reisebekanntschaften eines Pianisten“ von 1951 am bekanntesten. Als Conny Odd war er neben Gerd Natschinski der erfolgreichste Operettenkomponist der DDR, wobei einige Werke Musicalcharakter hatten.
In dem DEFA-Film Geliebte weiße Maus aus dem Jahr 1964, für den er die Musik schrieb, trat er auch als Pianist des Tanzorchesters auf.

## Preise
- Kunstpreis der DDR (1964)
- Kunstpreis der Stadt Leipzig (1968)
- Kunstpreis des FDGB im Kollektiv mit den Bühnen der Stadt Gera (1971)
- Kunstpreis des Deutschen Turn- und Sportbundes (1977)

## Musikalische Bühnenwerke (Heiteres Musiktheater (DDR))
mit Jahr und Ort der Uraufführung
- Zum Glück hat sie Pech, 1955, Volkstheater Rostock
- Alarm in Point l'Évêque, 1958, Städtische Bühnen Erfurt, bearbeitet Gangster lieben keine Blumen, 1974, Metropoltheater Berlin
- Hände hoch, Mister Copper!, 1962, Operettentheater Dresden
- Irene und die Kapitäne, 1967, Staatsoperette Dresden
- Karambolage, 1969, Städtische Bühnen Gera
- Man liest kein fremdes Tagebuch, 1974, Metropol-Theater Berlin

## Filmografie
- 1954: Der Teufel und der Drescher
- 1957: Die Zauberschere
- 1960: Alarm im Kasperletheater
- 1961: Das Stacheltier – Die Mutprobe
- 1961: Da helfen keine Pillen
- 1961: Das Rabauken-Kabarett
- 1963: Der Teufelstaler
- 1963: Miau
- 1964: Wie Pumphut zu seinem Namen kam
- 1964: Aprikosenbäumchen
- 1964: Geliebte weiße Maus
- 1965: Der fliegende Großvater
- 1966: Steinzeitlegende
- 1966: Der gestiefelte Kater
- 1968: Die sieben Raben
- 1970: Der Teufel aus der Flasche
- 1979: Stern und Blume
- 1983: Erlebte Träume

## Hörspielmusik
- 1952: Howard Fast: 30 Silberlinge – Regie: Günther Rücker (Berliner Rundfunk)
- 1953: Konstantin Trenjow: Ljubow Jarowaja – Regie: Günter Rücker (Berliner Rundfunk)
- 1958: Henrik Ibsen: Stützen der Gesellschaft – Regie: Erich-Alexander Winds (Rundfunk der DDR)
- 1964: Heinz von Cramer: Die Ohrfeige – Regie: Hans Knötzsch (Rundfunk der DDR)